# Ritratto di Juliette Courbet
Il Ritratto di Juliette Courbet (Portrait de Juliette Courbet) è un quadro dipinto dal pittore francese Gustave Courbet nel 1844. Quest'olio su tela è un ritratto a mezzo busto della sorella dell'artista, Juliette Courbet, nata nel 1831. L'opera è conservata al Petit Palais di Parigi a partire dal 1909, quando venne donata dall'effigiata.

## Descrizione
La giovane (allora tredicenne) viene ritratta con la testa rivolta verso la propria destra e il corpo leggermente di profilo, seduta su una sedia con lo schienale di paglia, accanto a una pianta che cresce in un vaso e davanti a una tenda con delle decorazioni floreali. Sulla sedia, sotto il bracciolo, si trova la firma dell'artista. L'opera si discosta da molte composizioni curbettiane in quanto è ambientata in un interno, mentre l'artista di Ornans prediligeva le composizioni ambientate all'aperto.
L'opera è uno dei vari dipinti di Juliette Courbet, sorella minore dell'artista, che il pittore dipinse nell'arco della sua vita: in particolare, venne dipinto due anni dopo il Ritratto di Juliette attualmente conservato al museo Courbet di Ornans. Il quadro venne presentato per scherzo al Salone di Parigi del 1845 con il titolo Baronessa di M. (Baronne de M...), ma la giuria lo rifiutò.